# 1440
Пізнє Середньовіччя •  Відродження •  Реконкіста •  Ганза •  Столітня війна •  Ацтецький потрійний союз •  Імперія інків

## Геополітична ситуація
Османську державу очолює Мурад II (до 1444). Імператором Візантії є Іоанн VIII Палеолог (до 1448), королем Німеччини — Фрідріх III. У Франції королює Карл VII Звитяжний (до 1461).
Апеннінський півострів розділений: північ належить Священній Римській імперії, середню частину займає Папська область, південь належить Неаполітанському королівству. Деякі міста півночі: Венеція, Флоренція, Генуя тощо, мають статус міст-республік.
Майже весь Піренейський півострів займають християнські Кастилія і Леон, де править Хуан II (до 1454), Арагонське королівство на чолі з Альфонсо V Великодушним (до 1458) та Португалія, де королює Афонсо V (до 1481). Під владою маврів залишилися тільки землі на самому півдні.
Генріх VI є королем Англії (до 1461). У Норвегії королює Ерік Померанський (до 1442). Данію та Швецію очолює Хрістофер Баварський (до 1448). Королем Угорщини та Богемії оголошено Ладіслав Постума. Королем польсько-литовської держави є Владислав III Варненчик (до 1444). Його також проголошено королем Угорщини. У Великому князівстві Литовському княжить Казимир IV Ягеллончик (до 1492).
Частина руських земель перебуває під владою Золотої Орди. Галичина входить до складу Польщі. Волинь належить Великому князівству Литовському. Московське князівство очолює Василь II Темний.
На заході євразійських степів Золота Орда почала розпадатися на окремі ханства. У Єгипті панують мамлюки, а Мариніди — у Магрибі. У Китаї править династія Мін. Значними державами Індостану є Делійський султанат, Бахмані, Віджаянагара. В Японії триває період Муроматі.
У Долині Мехіко править Ацтецький потрійний союз на чолі з Монтесумою I (до 1469). Цивілізація мая переживає посткласичний період. В Імперії інків править Панчакутек Юпанкі.

## Події

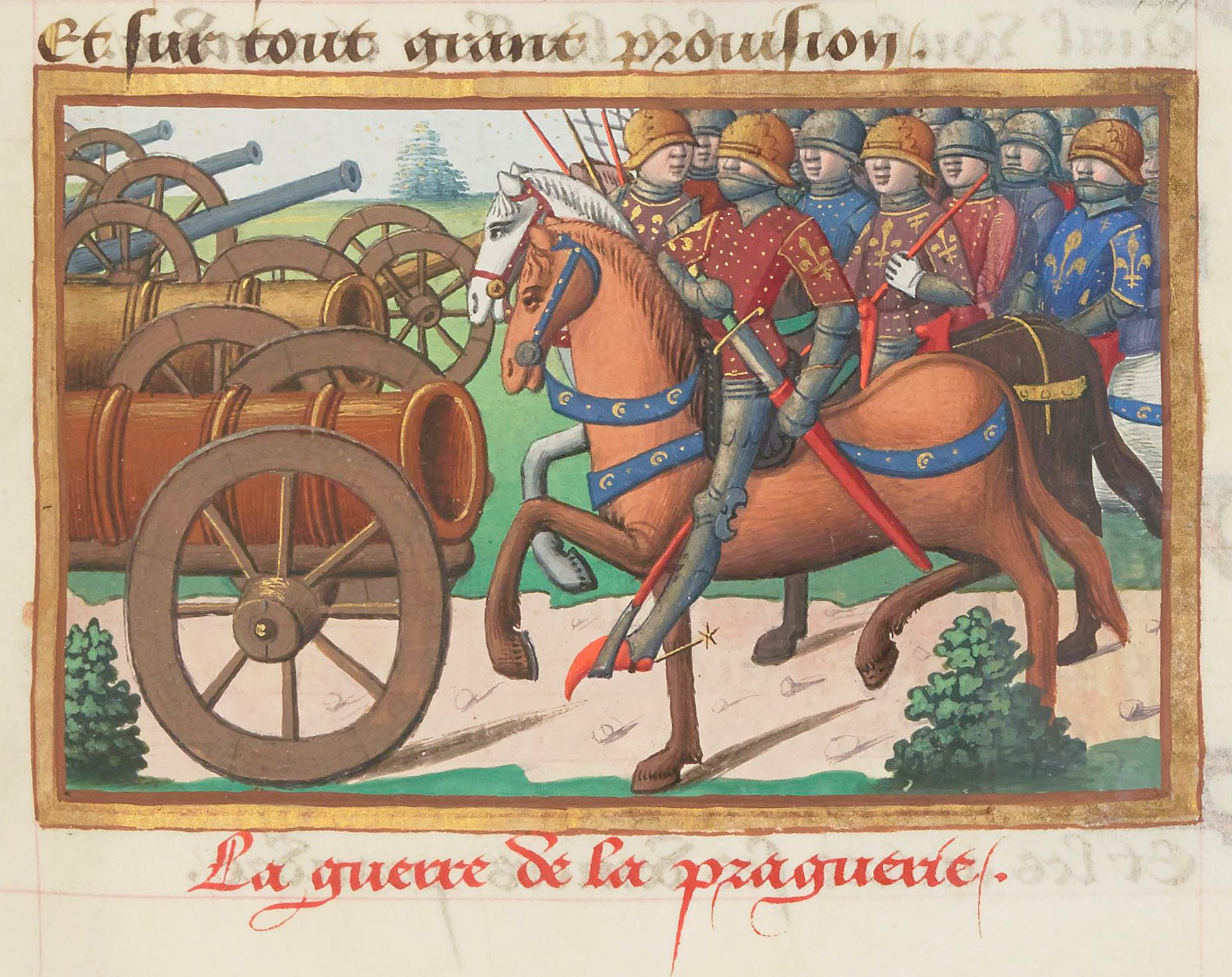
Прагерія

- Відновилося Київське князівство як складової Великого князівства Литовського.
- Великим князем Литовським став Казимир IV Ягеллончик.
- Утворилася Ногайська орда. (дата приблизна)
- 2 лютого німецьким королем під іменем Фрідріх III обрано герцога Штирії Фрідріха V Габсбурга.
- Народився Ладіслав Постум, посмертний син короля Альбрехта II Габсбурга. Його зусиллями матері короновано на короля Угорщини й Богемії. Альтернативно королем Угорщини короновано також польського монарха Владислава III Варненчика.
- Утворився Прусський союз, що протистояв Тевтонському ордену.
- У Франції спалахнули заворушення, що отримали назву Прагерія.
- Королем Данії обрано Хрістофера Баварського. Він також став королем Швеції, оскільки термін регентства Карла Кнутсона закінчився.
- Флоренція завдала поразки Мілану в битві при Ангіарі.
- Сім швейцарських кантонів пішли війною на Цюрих.
- Турецький султан Мурад II взяв в облогу Белград, однак оборонцями вдалося вистояти завдяки артилерії.
- В японській провінції Ямашіро спалахнуло селянське повстання.
- В Англії засновано Ітонський коледж.
- Розпочалося книгодрукування. (дата приблизна)
- Монтесума I став тлатоані Теночтітлана.

## Померли
- 26 жовтня — Жиль де Ре, соратник Жанни д'Арк, звинувачений у масових дітовбивствах і чаклунстві. Згодом він став прототипом головного героя легенди про Синю Бороду.